# Mighty Ducks: Game Changer
Mighty Ducks: Game Changer (Originaltitel: The Mighty Ducks: Game Changers) ist eine US-amerikanische Jugend-Dramedy-Serie, die auf der Filmtrilogie Mighty Ducks basiert und eine Fortsetzung dieser darstellt. Die Premiere der Serie erfolgte auf Disney+ am 26. März 2021.
Im Februar 2023 wurde die Absetzung der Serie nach zwei Staffeln bekannt.

## Handlung
Einst waren die „Mighty Ducks“ aus Minnesota ein Jugendeishockeyteam bestehend aus einem Haufen rauflustiger Außenseiter, doch mittlerweile sind sie zu einer erfolgreichen und höchst professionellen Mannschaft geworden. Damit einhergehend kamen die Schattenseiten des Jugendsports: Eltern, die wahnsinnigen Druck ausüben, sowie Kinder, die sich zu früh spezialisieren und denen mit 12 Jahren nahegelegt wird aufzuhören, wenn sich keine Profikarriere abzeichnet. Als der 12-jährige Evan Morrow kurzerhand aus dem Team geworfen wird, in welchem er nahezu sein ganze Leben lang gespielt hat, ist er todunglücklich. Seine Mutter Alex Morrow ist ganz außer sich angesichts dieser Tatsache, besonders nach all den Strapazen, die die beide auf sich genommen haben. Sie konfrontiert ungehalten Evans Coach mit der Frage, ob Kinder nicht einfach Sport zum Spaß ausüben dürfen. Alex kann ihren Sohn Evan davon überzeugen, ihr eigenes Team namens „Don't Bothers“ zu gründen, bestehend aus Außenseitern und Sonderlingen, die zu klein oder langsam sind, sowie aus Kindern, die nicht bei der modernen Sportkultur mitziehen wollen. Sie spielen aus Liebe zum Sport und erhalten dabei Unterstützung von Gordon Bombay. Nach anfänglichen Problemen entwickeln die „Don't Bothers“ mithilfe von Evans Mutter Alex und dem sich zunächst sträubenden Gordon Bombay einen Teamgeist, der sie bis in das Finale der Landesmeisterschaft von Minnesota führt. Im Endspiel müssen sich die „Don't Bothers“ den „Ducks“ kampflos geschlagen geben, da sie aufgrund der Verletzung von Sofi nicht genügend Spieler zur Verfügung haben. Nach Schmähungen der „Ducks“ wird ein inoffizielles Spiel für den nächsten Tag vereinbart. Falls die „Don't Bothers“ verlieren, müssen sie ihre Mannschaft vom Spielbetrieb zurückziehen, bei einem Sieg dürfen sie künftig den Namen der „Mighty Ducks“ führen. Das Spiel entscheiden die „Don't Bothers“ in letzter Sekunde durch einen Treffer von Evan mit 4:3 für sich.

## Produktion

### Entwicklung
Vor dem Jahr 2018 präsentierten Steven Brill und Jordan Kerner, ersterer Drehbuchautor und letzterer Produzent von Mighty Ducks – Das Superteam (1992), Tracy Underwood von ABC Signature eine Idee zu einer vom Film inspirierten Serie, die im Anschluss daran in die Entwicklung geschickt wurde. Am 22. Januar 2018 wurde berichtet, dass sich eine halbstündige Serie zu Mighty Ducks bei ABC Signature in Entwicklung befindet, die von Steven Brill geschrieben wird und von ihm als Executive Producer produziert werden soll. Am 8. November 2018 gab Disney bekannt, die Serie auf ihrem hauseigenen Streamingdienst Disney+ zu veröffentlichen. Am 6. November 2019 wurde berichtet, dass Josh Goldsmith, Cathy Yuspa, George Heller und Brad Petrigala die Serie gemeinsam mit Steven Brill produzieren werden. Am 12. Februar 2020 wurden Josh Goldsmith und Cathy Yuspa als Mitschöpfer und Produzenten der Serie enthüllt, während Jordan Kerner, Lauren Graham und James Griffiths als ausführende Koproduzenten der Serie bekanntgeben wurden. Zudem wurde bekannt, dass die erste Staffel aus zehn Folgen bestehen wird. Im August 2021 wurde die Serie um eine zweite Staffel verlängert.

### Casting
Im Februar 2020 wurden Lauren Graham und Brady Noon als Hauptdarsteller bekanntgegeben, während Emilio Estevez bestätigt wurde, der in seine frühere Rolle als Gordon Bombay zurückkehren wird. Der Schauspieler Emilio Estevez ist ebenfalls an der Produktion der Serie beteiligt und wird auch in einer Folge die Regie übernehmen. Swayam Bhatia, Taegen Burns, Julee Cerda, Bella Higginbotham, Luke Islam, Kiefer O’Reilly, Maxwell Simkins und De'Jon Watts wurden ebenfalls als Darsteller in der Serie bestätigt.

### Dreharbeiten
Die Dreharbeiten der Serie sollten ursprünglich am 18. Februar 2020 beginnen und am 11. Juni 2020 enden. Gedreht wurde in Vancouver und British Columbia in Kanada. Im August 2020 wurde mitgeteilt, dass die Dreharbeiten nach einer Vereinbarung zwischen den Disney TV Studios und den Behörden von British Columbia beginnen können, welche die Umsetzung von strengen Protokollen sowie Testungen aller Beteiligten im Zuge der anhaltende COVID-19-Pandemie beinhaltete. Die Dreharbeiten wurden im September 2020 offiziell wieder aufgenommen und endeten im Dezember 2020.

## Besetzung und Synchronisation
Die deutschsprachige Synchronisation entstand nach den Dialogbüchern von Ursula von Langen, Christine Roche und Carina Krause sowie unter der Dialogregie von Ursula von Langen durch die Synchronfirma FFS Film- & Fernseh-Synchron in München.

### Hauptdarsteller
| Rolle                  | Schauspieler       | Synchronsprecher    |
| ---------------------- | ------------------ | ------------------- |
| Evan Morrow            | Brady Noon         | Leo Nicolas Douglas |
| Alex Morrow            | Lauren Graham      | Carin C. Tietze     |
| Gordon Bombay          | Emilio Estevez     | Pascal Breuer       |
| Sofi Hudson-Batra      | Swayam Bhatia      | Eleni Möller        |
| Maya Kasper            | Taegen Burns       | Johanna Blaich      |
| Stephanie Reddick      | Julee Cerda        | Angela Wiederhut    |
| Lauren Gibby           | Bella Higginbotham | Rosalie Seidl       |
| Jaden 'Koob13' Koobler | Luke Islam         | Leo Eitner          |
| Logan LaRue            | Kiefer O’Reilly    | Louis Eitner        |
| Nick Ganz              | Maxwell Simkins    | Adrian Arnold       |
| Adib 'Sam' Samitar     | De’Jon Watts       | Vincent Dreiseitl   |

### Nebendarsteller
| Rolle            | Schauspieler       | Synchronsprecher  |
| ---------------- | ------------------ | ----------------- |
| Coach T          | Dylan Playfair     | Patrick Roche     |
| Mary Joe         | Lia Frankland      | Tilda Kortemeier  |
| Winnie Berigan   | Em Haine           | Alana Zaremba     |
| Ruby Reddick     | Hayley Lee         | Melanie Olbert    |
| Trevor Reddick   | Kasra Wong         | Moritz Blaich     |
| Amara Bhatt      | Camillia Mahal     | Tatjana Pokorny   |
| Brian Hanson     | Antonio Cayonne    | Patrick Schröder  |
| Paula Ganz       | Amy Goodmurphy     | Anke Kortemeier   |
| Terry            | Mark Chavez        | Dustin Peters     |
| Sherri Andrews   | Jane Stanton       | Kathrin Gaube     |
| Schiedsrichter   | Bradley Turner     | Nicholas Reinke   |
| Alicia North     | Neetu Garcha       | Lena Conrad       |
| Christine Gibby  | Courtney Richter   | Ulrike Jenni      |
| Danielle Samitar | Madeleine Kelders  | Leoni Beckenbach  |
| Lisa Kasper      | Rochelle Greenwood | Claudia Jacobacci |

### Darsteller aus der Mighty-Ducks-Trilogie
| Rolle          | Schauspieler           | Synchronsprecher         |
| -------------- | ---------------------- | ------------------------ |
| Fulton Reed    | Elden Henson           | Paul Sedlmeir            |
| Connie Moreau  | Marguerite Moreau      | Melanie Manstein         |
| Lester Averman | Matt Doherty           | Hubertus von Lerchenfeld |
| Adam Banks     | Vincent LaRusso        | Manou Lubowski           |
| Guy Germaine   | Garette Ratliff Henson | Julian Manuel            |
| Ken Wu         | Justin Wong            | Tobias Baum              |

### Episodendarsteller
| Rolle            | Schauspieler     | Synchronsprecher    |
| ---------------- | ---------------- | ------------------- |
| Dan Ducksworth   | Brian Sacca      | Christian Jungwirth |
| Roberta          | Dolores Drake    | Dagmar Dempe        |
| Cocoa Chad       | Nathan Kay       | Julian Bayer        |
| Clark Reddick    | Ash Lee          | Philipp Rafferty    |
| Harris LaRue     | Dan Payne        | Jochen Paletschek   |
| Jay Hanson-Bhatt | Zac Siewert      | Laurin Lechenmayr   |
| Rob Griffen      | Eddie McClintock | Mike Carl           |
| Scott            | Anthony Harrison | Andreas Borcherding |
| Zander           | Tyson Larter     | Nicolai Mondschein  |
| Ärztin           | Malaika Jackson  | Monika Kockott      |
| Vater von Koob   | Seth Ranaweera   | Martin Halm         |

## Episodenliste

### Staffel 1
| Nr. (ges.) | Nr. (St.) | Deutscher Titel        | Originaltitel       | Erstveröffentlichung (USA) | Deutschsprachige Erstveröffentlichung (D/A/CH) | Regie           | Drehbuch                                    |
| ---------- | --------- | ---------------------- | ------------------- | -------------------------- | ---------------------------------------------- | --------------- | ------------------------------------------- |
| 1          | 1         | Ein neues Team         | Game On             | 26. März 2021              | 26. März 2021                                  | James Griffiths | Steven Brill & Josh Goldsmith & Cathy Yuspa |
| 2          | 2         | Erste Schritte         | Dusters             | 2. Apr. 2021               | 2. Apr. 2021                                   | Michael Spiller | Josh Goldsmith & Cathy Yuspa                |
| 3          | 3         | Gegen alle Widerstände | Breakaway           | 9. Apr. 2021               | 9. Apr. 2021                                   | Jay Karas       | Josh Goldsmith & Cathy Yuspa                |
| 4          | 4         | Eishockey-Mütter       | Hockey Moms         | 16. Apr. 2021              | 16. Apr. 2021                                  | James Griffiths | Josh Goldsmith & Cathy Yuspa                |
| 5          | 5         | Die nötige Motivation  | Cherry Picker       | 23. Apr. 2021              | 23. Apr. 2021                                  | Jay Karas       | Matthew Carlson                             |
| 6          | 6         | Der Spirit der Ducks   | Spirit of the Ducks | 30. Apr. 2021              | 30. Apr. 2021                                  | Steven Brill    | Todd Linden                                 |
| 7          | 7         | Zurück auf dem Teich   | Pond Hockey         | 7. Mai 2021                | 7. Mai 2021                                    | Melissa Kosar   | Marissa Berlin                              |
| 8          | 8         | Fliegender Wechsel     | Change on the Fly   | 14. Mai 2021               | 14. Mai 2021                                   | Michael Spiller | Damir Konjicija & Dario Konjicija           |
| 9          | 9         | Kopfspielchen          | Head Games          | 21. Mai 2021               | 21. Mai 2021                                   | Melissa Kosar   | Rita Hsiao                                  |
| 10         | 10        | Entscheidungsspiel     | State of Play       | 28. Mai 2021               | 28. Mai 2021                                   | Michael Spiller | Marissa Berlin & Todd Linden                |

### Staffel 2
| Nr. (ges.) | Nr. (St.) | Deutscher Titel               | Originaltitel              | Erstveröffentlichung (USA) | Deutschsprachige Erstveröffentlichung (D/A/CH) | Regie             | Drehbuch                                    |
| ---------- | --------- | ----------------------------- | -------------------------- | -------------------------- | ---------------------------------------------- | ----------------- | ------------------------------------------- |
| 11         | 1         | Eisbrecher                    | Ice Breaker                | 28. Sep. 2022              | 28. Sep. 2022                                  | Melissa Kosar     | Steven Brill & Josh Goldsmith & Cathy Yuspa |
| 12         | 2         | Abseits                       | Out of Bounds              | 5. Okt. 2022               | 5. Okt. 2022                                   | Melissa Kosar     | Todd Linden                                 |
| 13         | 3         | Das Coach Classic             | Coach Classic              | 12. Okt. 2022              | 12. Okt. 2022                                  | Melissa Kosar     | Matthew Carlson                             |
| 14         | 4         | Tag des Drafts                | Draft Day                  | 19. Okt. 2022              | 19. Okt. 2022                                  | Lauren Graham     | Josh Goldsmith & Cathy Yuspa                |
| 15         | 5         | Partycrasher                  | Icing on the Cake          | 26. Okt. 2022              | 26. Okt. 2022                                  | Michael McDonald  | Marissa Berlin                              |
| 16         | 6         | Eigene Taktik                 | Twigs                      | 2. Nov. 2022               | 2. Nov. 2022                                   | David Katzenberg  | Jessica Watson                              |
| 17         | 7         | Der Spirit der Ducks – Teil 2 | Spirit of the Ducks Part 2 | 9. Nov. 2022               | 9. Nov. 2022                                   | Josh Duhamel      | Matthew Carlson & Todd Linden               |
| 18         | 8         | Tauschgerüchte                | Trade Rumors               | 16. Nov. 2022              | 16. Nov. 2022                                  | Jay Chandrasekhar | Patrick Kang & Michael Levin                |
| 19         | 9         | Ein perfekter Sommertag       | Summer Breezers            | 23. Nov. 2022              | 23. Nov. 2022                                  | Jay Chandrasekhar | Josh Goldsmith & Cathy Yuspa                |
| 20         | 10        | Das Summer Showcase           | Lights Out                 | 30. Nov. 2022              | 30. Nov. 2022                                  | Melissa Kosar     | Josh Goldsmith & Cathy Yuspa                |